# 평양종합병원
평양종합병원(平壤綜合病院)은 조선민주주의인민공화국 평양시에 건설중인 병원이다. 당창건기념탑 앞에 건설중인 이 병원은 코로나19 기간인 2020년 3월 19일 착공식을 진행했으며 조선로동당 창건 75주년을 기념하는 2020년 10월 완공을 목표로 건설중이다.